# Army of Northern Virginia
Army of Northern Virginia var Sydstaternes største hær på den østlige front under den amerikanske borgerkrig. I reglen var dens modstander unionshæren Army of the Potomac.

## Oprindelse
Navnet Army of Northern Virginia hentydede til hærens primære operationsområde, ligesom de fleste andre af Sydstaternes hære. Hæren hed oprindelig Army of the Potomac, og blev dannet den 20. juni 1861 af alle hærstyrker i det nordlige Virginia. Den 20. og 21. juli blev styrkerne i Shenandoah-hæren og styrker fra militærområdet Harpers Ferry tilføjet. Enheder fra Nordvesthæren blev tilføjet mellem d. 14. marts og d. 17. maj 1862. Hæren blev omdøbt til Army of Northern Virginia d. 14. marts. Hæren fra Virginia-halvøen blev tilføjet d. 12. april 1862.
Robert E. Lees biografiforfatter, Douglas S. Freeman, hævder at hæren fik sit endelige navn fra Lee da han udstedte ordren efter at have overtaget kommandoen over hæren d. 1. juni 1862. Freeman indrømmer imidlertid, at Lee korresponderede med Joseph E. Johnston, hans forgænger, inden da, og der omtalte Johnstons hær som Army of Northern Virginia. En del af forvirringen skyldes at Johnston havde kommandoen over Department of Northern Virginia (fra den 22. oktober 1861) og navnet kan ses som en uformel konsekvens af dens ophav i form af militærområdet. Jefferson Davis og Johnston brugte ikke navnet, men det er klart at enhedernes struktur fra den 14. marts var den samme organisation som Lee overtog d. 1. juni, og derfor omtales den i dag generelt som Army of Northern Virginia, selv om det først blev korrekt efterfølgende.
Ud over soldater fra Virginia omfattede hæren regimenter fra alle Sydstaterne, selv så langt væk som Texas og Arkansas. Der var endvidere militssoldater fra New Mexico territoriet og Arizona territoriet i dets rækker.

## Hæren under brigadegeneral P. G. T. Beauregard
Den første chef for Army of Northern Virginia var General P.G.T. Beauregard (under det gamle navn, Army of the Potomac) fra 20. juni 1860, til 20. juli 1861. Hans styrker bestod af 6 brigader af forskellige militser og artilleri fra det tidligere militærdistrikt Alexandria. Under hans kommando huskes Beauregard for at have skabt hærens kampflag, som efterhånden blev det generelt anvendte kampflag i alle armékorps og styrker under Army of Northern Virginia. Flaget var designet som følge af forvirring under træfninger mellem sydstaternes Stars and Bars-flag og De Forenede Staters Stars and Stripes. Beauregard fortsatte med at lede disse tropper som det første korps under general Joseph E. Johnston da det fik følgeskab af Army of the Shenandoah den 20. juli 1861, da kommandoen blev overgivet til general Joseph E. Johnston. Den følgende dag kæmpede denne hær sit første store slag i det første slag ved Manassas – eller som det også kaldes Første slag ved Bull Run.

## Hæren under General Joseph E. Johnston
Med tilføjelsen af Army of the Shenandoah overtog General Joseph E. Johnston kommandoen fra den 20. juli 1861, indtil 31. maj 1862.

### Korpsinddelingen under Johnston
- Første Korps – Under kommando af brigadegeneral P.G.T. Beauregard
- Andet Korps – Under kommando af generalmajor G.W. Smith

Under ledelse af Johnston tørnede hæren straks ind i det Første slag ved Bull Run. Den 22. oktober 1861 blev militærområdet Northern Virginia officielt oprettet, hvilket betød enden på Army of the Potomac. Området omfattede militærdistrikterne Aquia, Potomac og Valley. Senere, i april 1862, blev området udvidet, så det også omfattede distrikterne Norfolk og Virginia Halvøen. General Johnston blev tvunget til at flytte hæren sydpå til forsvarsstillingerne omkring Richmond i begyndelsen af Peninsula-kampagnen hvor den benyttede retrætekampe og defensiv taktik indtil Johnston blev alvorligt såret i Slaget ved Seven Pines.

## Hæren under G. W. Smith
Hæren stod meget kortvarigt under kommando af generalmajor G.W. Smith den 31. maj 1862 efter at general Joseph E. Johnston var blevet såret, indtil præsident Jefferson Davis den efterfølgende dag overdrog general Robert E. Lee kommandoen over hæren den følgende dag.

## Hæren under General Robert E. Lee
Den 1. juni 1862 overtog sydstatshærens mest berømte og sidste leder, general Robert E. Lee, kommandoen, efter at Johnston blev såret, og Smith fik, hvad der kan have været et nervøst sammenbrud i Slaget ved Seven Pines. Det første år som hærens leder havde Lee to
umiddelbare underordnede. Den højre fløj var under kommando af generalløjtnant James Longstreet og den venstre fløj var under kommando af generalløjtnant Thomas J. "Stonewall" Jackson. Disse fløje blev omdøbt til First Corps (Longstreet) og Second Corps (Jackson) d. 6. november 1862. Efter Jacksons død efter Slaget ved Chancellorsville, omgrupperede Lee hæren i tre korps den 30. maj 1863, under generalløjtnanterne Longstreet, Richard S. Ewell og A.P. Hill. Et fjerde korps under generalløjtnant Richard H. Anderson blev etableret d. 19. oktober 1864, men blev sammenlagt med Second Corps den 8. april 1865. Lederne af de tre første korps skiftede hyppigt i 1864 og 1865. Kavalerikorpset blev ledet af generalmajor J.E.B. Stuart. Det blev etableret d. 17. august 1862 og nedlagt d. 11. maj 1864 (den dag Stuart blev dødeligt såret), hvorefter kavalerienhederne blev tilknyttet hærens hovedkvarter. Reserveartilleriet blev ledet af brigadegeneral William N. Pendleton.

### Korpsinddelingen under Lee
Selv om Army of Northern Virginia ændrede størrelse med tiden bestod den primært af de følgende korps, nogle gange omtalt som fløje:
- First Corps
- Second Corps
- Third Corps
- Anderson's Corps
- Cavalry Corps

## Kampagner og slag
Hæren kæmpede i en række kampagner og slag herunder:
| Kampagne                      | År      | Større slag                                                                            |
| ----------------------------- | ------- | -------------------------------------------------------------------------------------- |
| Peninsula kampagnen           | 1862    | Slaget ved Seven Pines                                                                 |
| Syv dages slaget              | 1862    | Slaget ved Gaines' Mill, Slaget ved Malvern Hill                                       |
| Northern Virginia kampagnen   | 1862    | Andet slag ved Bull Run                                                                |
| Marylandkampagnen             | 1862    | Slaget ved Antietam                                                                    |
| Fredericksburg kampagnen      | 1862    | Slaget ved Fredericksburg                                                              |
| Chancellorsville kampagnen    | 1863    | Slaget ved Chancellorsville                                                            |
| Gettysburg kampagnen          | 1863    | Slaget ved Gettysburg                                                                  |
| Bristoe-kampagnen             | 1863    |                                                                                        |
| Mine Run-kampagnen            | 1863    |                                                                                        |
| Overland-kampagnen            | 1864    | Slaget ved the Wilderness, Slaget ved Spotsylvania Court House, Slaget ved Cold Harbor |
| Richmond-Petersburg kampagnen | 1864–65 | Belejringen af Petersburg                                                              |
| Appomattox kampagnen          | 1865    | Slaget ved Five Forks                                                                  |

Den 9. april 1865, overgav Army of Northern Virginia sig til Army of the Potomac ved Appomattox Court House, hvilket i praksis betød afslutningen på den amerikanske borgerkrig. General Lee underskrev overgivelsesdokumentet og overgav det til General Ulysses S. Grant. Dagen efter overgivelsen udsendte Lee sin afskedshilsen til hæren.

## Karakteristik
Hæren var kendt for sin aggressivitet og sit vovemod mod talmæssigt overlegne modstandere, nogle gange (såsom ved Antietam og Chancellorsville) så meget som to-mod-en.